# إيريك هيمندروف
إيريك هيمندروف (بالسويدية: Erik Hemmendorff)‏ (و. 1973  م) هو منتج أفلام، وكاتب سيناريو، ومصور سينمائي، ومخرج أفلام سويدي، ولد في ستوكهولم.

## جوائز وترشيحات
حصل على جوائز منها:
- جائزة الفيلم الأوروبي لأفضل فيلم  [لغات أخرى]‏، عن عمل: مثلث الحزن في 2022[4]
- جائزة الأفلام الأوروبية لأفضل كوميديا  [لغات أخرى]‏، عن عمل: المربع في 2017[5]
- جائزة الفيلم الأوروبي لأفضل فيلم  [لغات أخرى]‏، عن عمل: المربع في 2017[5]

ترشح لـ:
- جائزة الأوسكار لأفضل فيلم، عن عمل: مثلث الحزن24 يناير 2023
- جائزة الفيلم الأوروبي لأفضل فيلم  [لغات أخرى]‏، عن عمل: مثلث الحزن2022[6]
- جائزة الأفلام الأوروبية لأفضل كوميديا  [لغات أخرى]‏، عن عمل: المربع2017[7]
- جائزة الفيلم الأوروبي لأفضل فيلم  [لغات أخرى]‏، عن عمل: المربع2017[7]
- جائزة الفيلم الأوروبي لأفضل فيلم  [لغات أخرى]‏، عن عمل: قوة قهرية  [لغات أخرى]‏2014.[8]

## وصلات خارجية
- إيريك هيمندروف في قاعدة بيانات الأفلام على الإنترنت
- إيريك هيمندروف  على موقع أول موفي